# Brûle avec moi
Brûle avec moi est le 7e épisode de la troisième saison de la deuxième série de la série télévisée britannique Doctor Who. Son titre sur l'édition DVD française est Elvis ou les Beatles.

## Synopsis
Dans une galaxie distante, le Docteur et Martha se retrouvent coincés sur un vaisseau hors de contrôle. Les deux voyageurs ont 42 minutes pour démasquer les saboteurs mais lorsque les membres de l'équipage deviennent l'un après l'autre possédés, le Docteur commence à manquer de temps…

## Distribution
- David Tennant : Le Docteur
- Freema Agyeman : Martha Jones
- Michelle Collins : Kath McDonnell
- Adjoa Andoh : Francine Jones
- William Ash : Riley Vashtee
- Anthony Flanagan : Orin Scannell
- Matthew Chambers : Hal Korwin
- Gary Powell : Dev Ashton
- Vinette Robinson : Abi Lerner
- Rebecca Oldfield : Erina Lessak
- Elize du Toit : La femme sinistre
- Joshua Hill : Voix du compte à rebours

## Continuité
- On trouve sur le site de la BBC une courte nouvelle, 42 : Prologue qui raconte les quelques minutes du vaisseau avant que le Docteur et Martha n'y arrivent[1].
- Lorsqu'il est dans la chambre de stase, le Docteur explique à Martha qu'il peut se passer des choses bizarres lors de sa mort.
- La phrase « Brûle avec moi » est prononcée par le Plasmavore qui s'apprête à détruire les Judoons dans La Loi des Judoons.
- Le Docteur dit qu'il peut supporter une très basse température ; en effet, le premier Docteur fut amené à une température de « plusieurs centaines de degrés au-dessous de zéro » dans The Space Museum.
- La production a recyclé de nombreux accessoires d'autres épisodes, ainsi la chambre de stase est une autre version de l'IRM de La Loi des Judoons[2] et on retrouve la combinaison spatiale utilisée dans La Planète du Diable, auquel l'épisode ressemble beaucoup[3].
- Le symbole vu sur le téléphone de Martha est le même que celui qu'on voit sur l'ordinateur portable de la femme se trouvant chez Francine (celui du réseau Archange).
- Francine Jones collabore avec une assistante d'Harold Saxon.